# 银波站
銀波站（韓語：은파역）是位于朝鮮民主主義人民共和國黄海北道銀波郡的一個鐵路車站。屬於黄海青年線和殷栗线。

## 邻近车站
黃海青年线
松山站 - 銀波站 - 墨川站
殷栗线
松山站 - 銀波站 - 养洞站